# 大市民
大市民は日本の漫画家、柳沢きみおの漫画作品。
柳沢のエッセイ的作品で、特に決まったストーリーは無く、作者自身の社会観や趣味、生活習慣について描いたもので、柳沢自身もライフワークと称している。
作品の連載（第1シリーズ）が始まったのは1990年。以後、掲載誌を変更しながら30年以上にわたり続けられている。1997年に日本テレビの深夜枠でテレビドラマ化（全4話）されている。
2006年4月24日には、料理部分を選りすぐった『大市民グルメ「美味し!!」お金をかけなくても美味しい簡単料理』が発売された。

## あらすじ
主人公の小説家・山形鐘一郎は人気作家でありながら貧乏生活という変わり者。また40代後半とは思えぬ体格と風貌で近所では人気者であったが、小説家であることは世間にも隠していた。
ある日、山形が住むアパートの住人が酔いつぶれて倒れていたのを介抱したのをきっかけに、アパートの住人たちとの親交が始まる。隣部屋の住人・佐竹はバブルがはじけて無一文となった元不動産会社社長。佐竹の部屋に入った山形は、家具もカーテンも何ひとつ無く、着ている服や下着も一着だけなことに呆然とする。以後、佐竹は山形の部屋に入り浸りながら、貧乏生活をエンジョイする山形の生活法を一緒に楽しむようになる。

## 登場人物
山形鐘一郎
主人公。年齢40歳代後半（初登場時点で45歳）。小説家。長身で、プールで鍛えた体格が自慢でときどき脱ぐのが癖。人気小説家であるが、その素顔は誰にも知られていない。月に400万円以上も稼ぐが、4人の妻と11人の子供（認知済）が居るため、自分個人の収入は30万ほどしかない。仕事場である4畳半のボロアパート住まいで、食事も主に自炊。しかし、そこには山形の美学が隠れている。ビールと寿司が大好きの大食漢。愛車はトライアンフ・TR-3、ACエース・ブリストル、アストンマーティン・DB5、オースチン・ヒーレー・スプライト、フェラーリ・330GTCとクラシックスポーツカーを乗り継ぐ。BMWのオートバイR51/3も持っている。事実上、作者の分身である。
佐竹直二
山形の隣部屋に住む中年男性。一応無職。不動産会社の社長であったがバブルがはじけて無一文に。浪費癖が抜けない。犬並みに鼻が利く。山形とは同年齢で腐れ縁の仲。当初は山形を「さん付け」で呼んでいたが、途中から呼び捨てになったが山形は彼をずっと「さん付け」のまま。シリーズ通して登場する唯一のサブキャラクターである。
青木年男
山形と同じアパートに住む浪人生。浪人であるがゆえに卑屈になっていたが、失恋をきっかけにプロボクサーになる。
和田
山形と同じアパートに住む若きエリート銀行員。残業の日々に疲れ果て、毎日がつまらないと山形に愚痴をこぼす。ついには銀行に辞表を出して大いに後悔するが、上司の配慮で受理されておらず復職する。
柏山真子
山形がひいきにしていた温泉宿の一人娘。温泉宿を廃業するのをきっかけに上京し、山形と同じアパートに住むようになる。のちに男性にふられたことが原因で、カルト宗教にはまってしまう。
美子
愛人志望の女子高生。夜の六本木で出合った山形を慕って、やはり同じアパートに住むようになった。
染野アキ
大市民Ⅱに登場。かつて「銀座で一番魅力的なホステス」「銀座一の名花」とも讃えられていた元銀座美人ホステス。不動産会社経営者だった頃の佐竹とも面識がある。多数のひいきの客達の飲み代をツケにしていたため、彼らの会社がバブル崩壊で軒並み倒産したことで多額の借金を背負うこととなった。ホステス業に嫌気がさし、隠遁生活をする場として、たまたま山形と同じアパートに住んでいたが、山形や佐竹との交歓を通じ、同じアパートに住みながら気を取り直して再び銀座に復帰する。ズレたところがあり、魚介鍋の味付けにソースやケチャップを使い、野菜を包丁ではなくハサミで切ろうとする等料理の知識は殆どない。
ヒロちゃん
大市民Ⅱに登場。女子大卒業後もなんちゃって女子高生ルックで援助交際に勤しみ生活費を稼ぐ厚化粧の女性。山形と同じアパートに住んでいる。
山田
THE大市民、大市民日記に登場。山形の隣室の住人。銀行員であったがリストラに脅えて疲れ切った生活を送っていた。山形の言葉を受け、銀行を辞職。いくつかのアルバイトを転々とした後、佐竹の紹介でバーテンダー見習いとなるが、大市民日記で勤めていたバーが閉店。その後しばらくは無職であったが別のバーで働き始める。なっちに気があるが仲は進展しない。
なっち
THE大市民、大市民日記に登場。山形の住むアパートの住人。将来、花屋を開く資金を貯めるために、渋谷でヘルス嬢として働いている。山田に気があるが仲は進展しない。
片岡
大市民・番外編CLASSIC GARAGEに登場。山形鐘一郎の叔父で容姿も山形に似ている。クラシックカーを専門に扱う修理工場を営む。

## 漫画

### 大市民（第1シリーズ）
『アクションピザッツ』（双葉社）に連載された。単行本は全10巻（双葉社）。

### 大市民Ⅱ（第2シリーズ）
単行本は全2巻（ぶんか社）。「イケイケ課長」1996年11月号から1997年12月号併録掲載分、及び第2巻出版にあたり描き下ろされた作品が収録された。
- 背表紙デザイン・レイアウトが何故か別々になっている。
- 主な舞台となる主役の住まいは原宿竹下通り裏手界隈に移っている。
- 山形の年齢も50歳になり、油っこい丼物料理を完食出来なくなり、柿の種に入ってるピーナッツを就寝前に食すと、翌朝胃もたれになるなど第1シリーズで見せた超人的キャラクターにも陰りを見せ始める。
- 自殺を肯定する持論を度々述べるなど、前シリーズよりもやや暗めの作風になっている。
- 脇を固めるサブキャラクター達登場人数も激減、平均年代も上がってる事で、作品の大人びた印象が強くなった。当初、作者はこのシリーズを最後に大市民執筆を辞めるつもりでいたが、後に撤回している。

### THE大市民（第3シリーズ）
『ヤングマガジンアッパーズ』（講談社）に2002年11号から2004年21号（最終号）まで連載していた。単行本はアッパーズKCより全5巻。
- 山形は、原宿から世田谷区砧地域のアパートに引っ越してきている。隣接の成城も散歩コースであったり、成城住民との交流もある。
- 作中、たびたび池上遼一を模した劇画調の山形らを描いており、アッパーズ最終号は実際に池上遼一による山形が表紙を飾った。

### 大市民日記（第4シリーズ）
『別冊漫画ゴラク』（日本文芸社）にて2005年6月から2009年12月まで連載していた。単行本は、ニチブンコミックスより全6巻。
- 山形は、第3シリーズから引き続き同じアパートに住んでいる。山形の年齢は56歳から61歳まで。
- 堀江貴文、李承燁、藤原正彦、養老孟司、宮里藍など、ほぼ実名で繰り返し批判されている著名人も多い。特に堀江のことを忌み嫌っており、天敵とまで語り「ブタエモン」と呼ばわることもあった。元巨人軍の堀内監督も「大貧乏顔」と評し、ケチョンケチョンであった。

### 大市民語録（第5シリーズ）
『COMICジャンク』（あおば出版）にて2007年に前掲の『大市民日記』の連載と並行して連載されていた。雑誌休刊に伴い5話で終了。
1,2話はコミックス『大市民日記』3巻に、3,4,5話は同4巻に収録されている。

### THE大絶叫市民（第6シリーズ）
『ネメシス』（講談社）にて2010年発売のNo.1から2018年発売のNo.41まで連載。
- 漫画は無く文章のみの連載である。

### 大市民 最終章（第7シリーズ）
2015年、双葉社より単行本全1巻。
- 大市民Ⅱ2巻以来単行本全話描き下ろし。大市民シリーズ完結編と銘打たれていた[2]。

### 終活人生論 大市民晩歌（第8シリーズ）
『サンデー毎日』2016年10月30日号から2018年10月7日号まで連載されていた。毎日新聞出版より『終活人生論 大市民晩歌』として電子書籍版のみで刊行。
- 山形の年齢は68歳に上がった。

### 大市民 がん闘病記（第9シリーズ）
『ビッグコミックオリジナル』（小学館）にて2025年3月19日発売の7号から連載中。
- 体調不良が続き、病院で検診を受けた山形は大腸がんの疑いがあると診断される。山形のがん闘病をテーマとした作品。
- 今作の山形の年齢は75歳。

### スピンオフ作品

#### 大市民・番外編CLASSIC GARAGE
1994年、双葉社より単行本全1巻。主人公は「本伝での主人公の叔父」。

## TVドラマ
日本テレビ系列にて1997年12月3日から同年12月24日までのshin-D枠で『大市民』が放映された。全4回。
出演
- 升毅
- 村木仁
- 押尾学
- 山本エレナ
- 松平友希
- 島本ひとえ
- 八木小織
- 菊池均也
- 篠原功生

## 備考
週刊新潮2010年5月6.13日合併号より始まった柳沢きみおの連載エッセイ「なんだかなァ人生」には、『大市民日記』から今回の連載に至るまでの経緯が記載されている。
第1回のイラストは、「美味（うま）し!!」と言いながら笑顔で乾杯する山形の姿であり、その横には「大市民」の文字が書かれている。